# 黎明农民大学

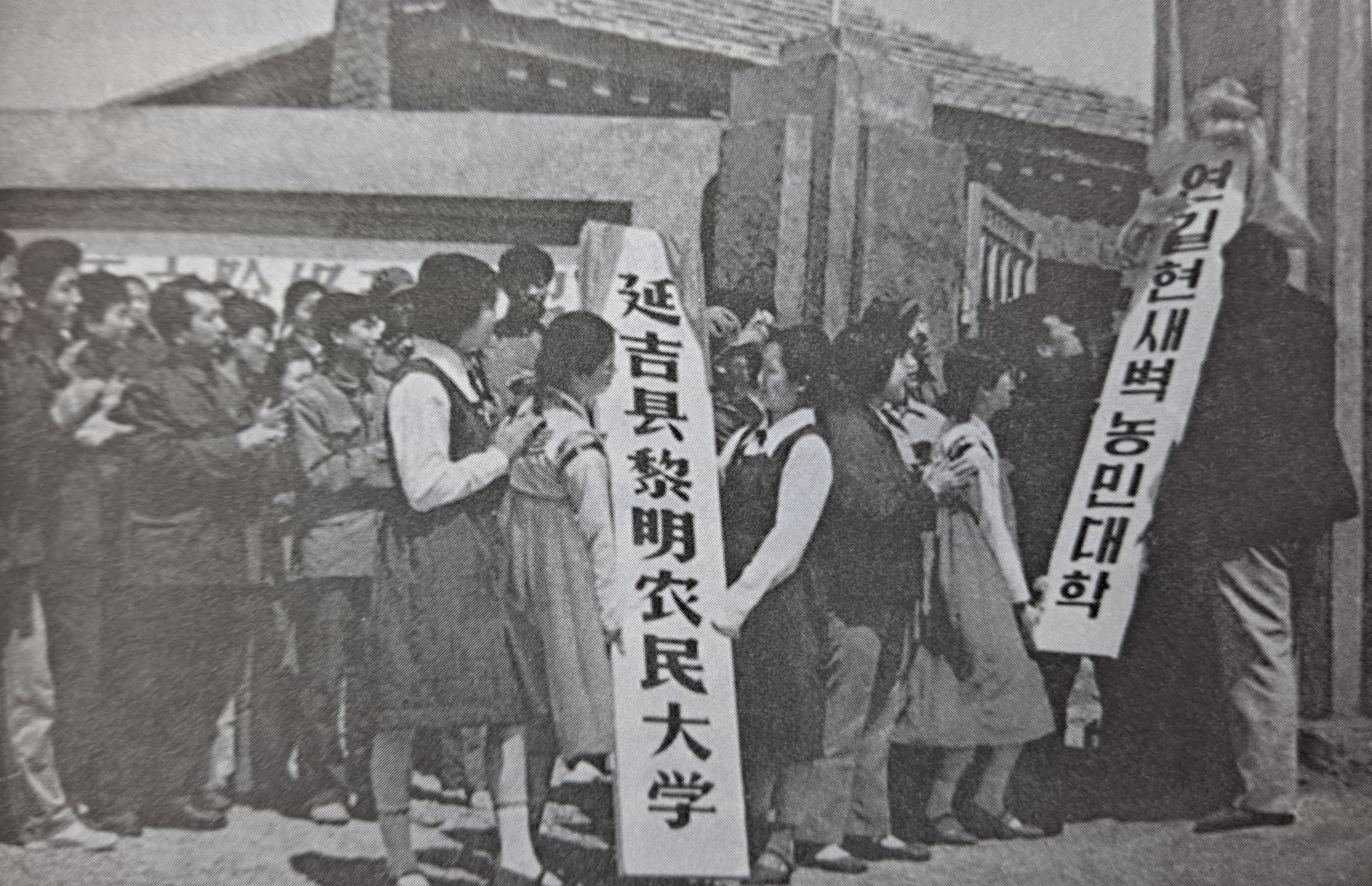
黎明农民大学

黎明农民大学（中国朝鲜语：／）是中国（亦有说世界）首个农民大学，1958年由劳动模范金时龙在陈毅的支持下创建，以培养农民技术骨干为目的。黎明农民大学在创建之初是一所学制三年的业余大学，1984年被中华人民共和国教育部备案成为一所正规大学。2011年，黎明农民大学与延边职工大学、延边财经学校、延边工业学校合并成为今天的延边职业技术学院。

## 历史
1958年2月，全国劳动模范金时龙作为延边地区的代表出席了在北京召开的全国18个省市文盲扫除先进单位代表大会。会议期间，他提出了创办农民大学的想法。时任国务院副总理陈毅对他的提议非常支持，并为他题词：“教育必须为无产阶级服务，并与生产劳动相结合”。时任延边朝鲜族自治州第一书记兼州长朱德海对建立农民大学的事情也非常重视，亲自出面规划和组织实施。:125-126
1958年5月1日，中国（亦说世界）首个农民大学黎明高级农业社业余农业大学在延边朝鲜族自治州延吉县东盛涌乡（今龙井市东盛涌镇）正式成立。校长是乡党委书记，副校长由金时龙但任。学校设立了土壤学、农业化学、农业机械、耕作学、作物栽培、植物生理学、植物病理学、作物选种学、牧畜学、农业昆虫学、园艺学11门专业课程和1门政治理论时事政策课，学制为三年。学校的教师由延边大学农学院的几位讲师和助教，下放的3名大学生干部，以及乡党、团委书记兼任。黎明农民大学的首批学生由51名具有高中学历的青年农民和乡干部组成，经过物理化学、达尔文主义基础、政治三方面的考试合格后入学。在他们当中，有35%为农业社生产小组长以上的骨干，96%以上是贫、中农子弟，还有9名女学生。黎明农民大学的成立引起了在业余高中和初中学习的学生关注，纷纷为下一次招生备考。:213:126
1964年以后，农民大学历经多次更名，先后改名为延吉县东盛人民公社半农半读大学（1964）、延吉县黎明五七大学（1974）、延吉县黎明农民大学（1980）。1984年，农民大学经过26年的建设已经初具规模，占地12,300平方米，拥有图书馆、资料室、阅览室，农业资源展示室、4个实验室，以及试验农场、机械厂、酒厂等教学试验与勤工俭学基地，并得到中华人民共和国教育部的备案认可，成为一所正规的大学。1987年，延吉县黎明农民大学被升格为延边黎明农民大学。 2011年，延边黎明农民大学与延边职工大学、延边财经学校、延边工业学校合并成为今天的延边职业技术学院。:418:143。